# 13213 Maclaurin
13213 Maclaurin eller 1997 JB15 är en asteroid i huvudbältet som upptäcktes den 3 maj 1997 av den belgiske astronomen Eric W. Elst vid La Silla-observatoriet. Den är uppkallad efter matematikern Colin Maclaurin.
Asteroiden har en diameter på ungefär 3 kilometer.